# Couples et Amants
Pour plus de détails, voir Fiche technique et Distribution.
Couples et Amants est un film français réalisé par John Lvoff, sorti en 1993.

## Fiche technique
- Titre : Couples et Amants
- Réalisation : John Lvoff
- Scénario : Catherine Breillat, Pascal Bonitzer et John Lvoff
- Production : Yves Gasser
- Musique : Charlélie Couture
- Photographie : Jean-Claude Larrieu
- Montage : Jacqueline Counor
- Décors : Thérèse Ripaud
- Costumes : Marina Zuliani
- Pays d'origine :  France
- Format : couleurs
- Genre : comédie dramatique
- Durée : 99 minutes
- Date de sortie : 1993

## Distribution
- Marie Bunel : Isabelle
- Jacques Bonnaffé : Paul
- Bruno Todeschini : Pierre
- Lara Guirao : Marie
- Marc Andreoni : Alain
- Isabelle Candelier : Sandra
- Claude Winter : Génia
- Peter Bonke : Klaus
- Marie Rivière : Juliette
- Charles Berling : Jean
- Sylvie Testud : La jeune fille
- Ariane Deviègue : Joëlle
- Prosper Diss : Susskind
- Isabelle Heurtaux : Anne
- Edith Vernes: Sophie